# Nociceptina
A nociceptina / orfanina FQ (N/OFQ), um neuropeptídeo de 17 aminoácidos, é o ligante endógeno do receptor de nociceptina (NOP, ORL-1) e atua em inúmeras atividades cerebrais, como na sensação de dor e aprendizado do medo. É derivada da proteína prepronociceptina, assim como outros 2 peptídeos, nocistatina e NocII, que inibem a função do receptor N/OFQ. A nociceptina atua como um potente antianalgésico, efetivamente neutralizando os efeitos dos analgésicos. O gene que codifica a prepronociceptina está localizado no Ch8p21 em humanos e atua no receptor de nociceptina (receptor NOP), anteriormente conhecido como ORL1. A nociceptina é o primeiro exemplo de farmacologia reversa.

## Papéis da nociceptina
Desde a sua descoberta, a nociceptina tem sido de grande interesse para os pesquisadores. Este ligante é um peptídeo relacionado à classe de opioides, como a morfina e a codeína, porém não atua nos receptores opióides clássicos que normalmente agem como analgésicos. A nociceptina é amplamente distribuída no SNC; é encontrada no hipotálamo, tronco cerebral e prosencéfalo, bem como nos cornos ventral e dorsal da medula espinhal. O receptor NOP também é amplamente distribuído por áreas do cérebro, incluindo o córtex, núcleo olfativo anterior, núcleos septais, hipotálamo, hipocampo, amígdala cerebelosa, substância cinza periaquedutal, núcleo pontino, núcleo interpeduncular, substância negra, complexo de rafe, cerúleo e medula espinhal.

### Dor
O sistema N/OFQ-NOP é encontrado no tecido nervoso central e periférico, onde está posicionado para modular a nocicepção e a sensação de dor do corpo. Ao contrário da morfina e de outros opioides usados para aliviar a dor, o papel da nociceptina na nocicepção não é este. Estudos mostraram que a administração de N/OFQ no cérebro causa hiperalgesia. Isso a torna única e distinta dos peptídeos opioides clássicos, que normalmente agem como analgésicos, pois a nociceptina pode inclusive neutralizar a analgesia, agindo como um antiopioide. Além disso, o bloqueio do receptor de nociceptina pode levar a um aumento do limiar da dor e à diminuição da tolerância aos opioides analgésicos. Estudos recentes propuseram que a função antianalgésica da nociceptina decorre da inibição da ação do cinza periaquedutal, que é responsável por controlar a modulação da dor no sistema nervoso central. Esse efeito pode levar ao seu uso como um método para reduzir a dose de morfina e, dessa maneira, reduzir o desenvolvimento de tolerância e dependência. Vale ressaltar porém que quando a nociceptina é administrada na medula espinhal, produz efeitos analgésicos semelhantes aos opioides clássicos.

### Transtornos de Humor
Há inúmeros estudos em animais que sugerem que o sistema N/OFQ-NOP tem um importante papel na ansiedade e na depressão. Nesses estudos, a nociceptina apresentou-se como um ansiolítico, mas, em contrapartida, apresentou-se também como um perpetuador da depressão, pois impediu que o N/OFQ se ligasse ao NOP.

### Tratamento do Abuso de Drogas
Em estudos, verificou-se que áreas do hipotálamo e da amígdala que se correlacionam com o processo de recompensa no abuso de drogas contêm receptores NOP. A nociceptina foi também associada à inibição da produção de dopamina relacionada ao processo de recompensa. Especificamente, a nociceptina age para inibir as recompensas neurais induzidas por drogas como anfetaminas, morfina, cocaína e especialmente o álcool em animais, embora o mecanismo exato de como isso ocorre ainda não tenha sido comprovado. Além disso, a nociceptina também possui capacidade terapêutica para atuar no tratamento de dependência de vários medicamentos, potencialmente fazendo parte da composição de compostos que diminuíram as tendências de abstinência.

### Aprendizagem e memória
Em estudos com animais, foi descoberto que a via do receptor N/OFQ-NOP desempenha tanto papéis positivos quanto negativos na aprendizagem e na memória. Os pontos negativos estão ligadas à alteração do aprendizado do medo em distúrbios cerebrais, como por exemplo no estresse pós-traumático (TEPT). A nociceptina também pode desempenhar um papel inibitório na função de memória, pois alguns estudos in vivo mostraram que ela prejudica o aprendizado, enquanto estudos in vitro, mostraram inibição da potenciação a longo prazo e da transmissão sináptica.

### Sistema cardiovascular
O sistema N/OFQ-NOP também tem sido implicado no controle do sistema cardiovascular, pois a administração de nociceptina levou ao aumento da pressão sanguínea e à bradicardia. Dessa maneira, entende-se que a nociceptina tem efeitos significativos nos parâmetros cardiovasculares, como pressão arterial e freqüência cardíaca. Porém, variam de acordo com as espécies, pois é, por exemplo, excitatório para roedores e inibitório para ovelhas.

### Sistema urinário
No sistema urinário, a nociceptina desempenha um papel importante no balanço hídrico, no balanço eletrolítico e na regulação da pressão arterial. Dessa maneira, demonstrou que pode ser usada em um potencial tratamento diurético para aliviar doenças relacionadas à retenção de líquidos.

### Sistema imunológico
Pesquisas adicionais sugerem que a nociceptina pode estar envolvida no sistema imunológico e na sepse. Um estudo da Universidade de Leicester analisou pacientes gravemente doentes com sepse e descobriu que os níveis de N/OFQ no sangue eram significativamente mais altos em pacientes que morreram dentro de trinta dias em comparação com os sobreviventes.

### Sistema digestório
Em ambos os intestinos e no estômago, verificou-se que a nociceptina tem efeitos variados na contratilidade desses órgãos, além de estimular o aumento do consumo de alimentos.